# Trialeurodes notata
Trialeurodes notata là một loài côn trùng cánh nửa trong họ Aleyrodidae, phân họ Aleyrodinae.
Trialeurodes notata được Russell miêu tả khoa học đầu tiên năm 1948.